# Equipe Noris Cycling
L'Equipe Noris Cycling è stata una squadra tedesca di ciclismo su strada femminile.
Fino al 2009 è stata sponsorizzata dall'impresa assicurativa Nürnberger Versicherung, mentre dal 2010, prima della fine del sodalizio, ha assunto la denominazione di Noris Cycling, dal nome latino della città di Norimberga, Noricum.
Guidata da diversi anni da Alexander e Herbert Oppelt, è stata una delle più vincenti squadre del panorama femminile; ha avuto tra le sue file importanti cicliste tedesche quali Petra Rossner, Regina Schleicher, Trixi Worrack, Claudia Häusler, Judith Arndt, ma anche atlete straniere come Edita Pučinskaitė, Modesta Vžesniauskaitė, Suzanne de Goede e Oenone Wood.

## Cronistoria

### Annuario
| Anno | Codice | Nome                           | Cat. | Biciclette | Dirigenza                                                                                          |
| ---- | ------ | ------------------------------ | ---- | ---------- | -------------------------------------------------------------------------------------------------- |
| 1999 | NUR    | Equipe Nürnberger-Emmi         | -    | ?          | Manager: - Dir. sportivi: Alexander Oppelt, Christian Burkhard                                     |
| 2000 | NUR    | Equipe Nürnberger              | -    | Hercules   | Manager: - Dir. sportivi: Alexander Oppelt, Klaus Jesse                                            |
| 2001 | NUR    | Equipe Nürnberger              | -    | Hercules   | Manager: - Dir. sportivi: Alexander Oppelt, Herbert Oppelt, Silvia Knoll, Bernhard Schambeck       |
| 2002 | NUR    | Equipe Nürnberger Versicherung | -    | Mondello   | Manager: - Dir. sportivi: Alexander Oppelt, Herbert Oppelt, Silvia Knoll, Jens Zemke               |
| 2003 | NUR    | Equipe Nürnberger Versicherung | -    | Fuji       | Manager: - Dir. sportivi: Alexander Oppelt, Herbert Oppelt, Silvia Knoll, Jens Zemke               |
| 2004 | NUR    | Equipe Nürnberger Versicherung | -    | Fuji       | Manager: - Dir. sportivi: Alexander Oppelt, Herbert Oppelt, Heiko Salzwedel, Jens Zemke            |
| 2005 | NUR    | Equipe Nürnberger Versicherung | WT   | Fuji       | Manager: Herbert Oppelt Dir. sportivi: Petra Rossner, Heiko Salzwedel, Jens Zemke                  |
| 2006 | NUR    | Equipe Nürnberger Versicherung | WT   | Fuji       | Manager: Herbert Oppelt, Alexander Oppelt Dir. sportivi: Denis Sandig, Heiko Salzwedel, Jens Zemke |
| 2007 | NUR    | Equipe Nürnberger Versicherung | WT   | Fuji       | Manager: Herbert Oppelt, Alexander Oppelt Dir. sportivi: Denis Sandig, Jens Zemke                  |
| 2008 | NUR    | Equipe Nürnberger Versicherung | WT   | Fuji       | Manager: Herbert Oppelt Dir. sportivi: Denis Sandig, Jens Zemke, Matthias Hesselbach               |
| 2009 | NUR    | Equipe Nürnberger Versicherung | WT   | Fuji       | Manager: Herbert Oppelt Dir. sportivi: Alexander Oppelt, Jochen Dornbusch, Matthias Hesselbach     |
| 2010 | NUR    | Equipe Noris Cycling           | WT   | Fuji       | Manager: Herbert Oppelt, Alexander Oppelt Dir. sportivi: Jochen Dornbusch                          |

### Classifiche UCI
| Anno | Classifica | Pos. | Migliore cl. individuale |
| ---- | ---------- | ---- | ------------------------ |
| 1999 | -          | 5º   | Barbara Heeb (31º)       |
| 1999 | World Cup  | ?    | Müller-Paulitz (14º)     |
| 2000 | -          | 15º  | Jacinta Coleman (59º)    |
| 2000 | World Cup  | ?    | Jacinta Coleman (26º)    |
| 2001 | -          | 13º  | Hanka Kupfernagel (40º)  |
| 2001 | World Cup  | ?    | Jenny Algelid (61º)      |
| 2002 | -          | 8º   | Hanka Kupfernagel (14º)  |
| 2002 | World Cup  | ?    | Hanka Kupfernagel (8º)   |
| 2003 | -          | 2º   | Judith Arndt (3º)        |
| 2003 | World Cup  | ?    | Judith Arndt (5º)        |
| 2004 | -          | 1º   | Judith Arndt (1º)        |
| 2004 | World Cup  | ?    | Petra Rossner (2º)       |
| 2005 | World Cal. | 1º   | Oenone Wood (1º)         |
| 2005 | World Cup  | ?    | Oenone Wood (1º)         |
| 2006 | World Cal. | 3º   | Trixi Worrack (4º)       |
| 2006 | World Cup  | 4º   | Oenone Wood (6º)         |
| 2007 | World Cal. | 4º   | Edita Pučinskaitė (6º)   |
| 2007 | World Cup  | 4º   | Trixi Worrack (7º)       |
| 2008 | World Cal. | 4º   | Trixi Worrack (7º)       |
| 2008 | World Cup  | ?    | ?                        |
| 2009 | World Cal. | 4º   | Trixi Worrack (7º)       |
| 2009 | World Cup  | 4º   | Trixi Worrack (8º)       |
| 2010 | World Cal. | 9º   | Trixi Worrack (13º)      |
| 2010 | World Cup  | 19º  | Angela Hennig (28º)      |

## Palmarès

### Grandi Giri
- Giro Donne

Partecipazioni: 5+ (2005, 2006, 2007, 2008, 2009)
Vittorie di tappa: 9
2005 (Regina Schleicher)
2006 (2 Regina Schleicher, Oenone Wood)
2007 (2 Edita Pučinskaitė)
2008 (Claudia Häusler)
2009 (Amber Neben, Trixi Worrack)
Vittorie finali: 1
2007 (Edita Pučinskaitė)
- La Grande Boucle Féminine Internationale

Partecipazioni: 1+ (2003)
Vittorie di tappa: 5
2003 (3 Judith Arndt, 2 Petra Rossner)
Vittorie finali: 0

### Campionati nazionali
Strada
- Campionati australiani: 3

Cronometro: 2005 (Oenone Wood)
In linea: 2002 (Margaret Hemsley), 2006 (Katherine Bates)
- Campionati austriaci: 1

Cronometro: 2001 (Andrea Purner-Koschier)
- Campionati tedeschi: 9

In linea: 2003 (Worrack), 2004 (Rossner), 2005 (Schleicher), 2006 (Häusler)
Cronometro: 2002 (Kupfernagel), 2003, 2004, 2005 (Arndt), 2009 (Worrack)
- Campionati lituani: 2

Cronometro: 2007 (Edita Pučinskaitė)
In linea: 2008 (Modesta Vžesniauskaitė)
- Campionati svedesi: 1

Cronometro: 2002 (Jenny Algelid-Bengtsson)
Ciclocross
- Campionati tedeschi: 1

2002 (Hanka Kupfernagel)